# Вулиця Корінна (Львів)
Вулиця Корінна — вулиця у Шевченківському районі міста Львова, в місцевості Замарстинів. Починається від вулиці Романа Дашкевича та прямує до житлової забудови вулиці Східної, має два відгалуження — до вулиці Янки Купали та до вулиці Крутої.

## Історія та забудова
Вулиця виникла на початку XX століття у складі села Замарстинів та 1931 року отримала назву Неціла. Сучасна назва вулиця Корінна походить від 1934 року.
Вулиця Корінна забудована малоповерховими будинками 1930-х-1960-х років у стилі конструктивізм. 